# Список эпизодов телесериала «Практика»
«Практика» — американская юридическая драма, созданная Дэвидом Э.Келли, повествующая о работе и жизни сотрудников бостонской юридической фирмы. Сериал выходил в эфир на телеканале ABC на протяжении восьми телевизионных сезонов, с 1997 по 2004 годы.

## Обзор сезонов
| Сезон | Сезон | Эпизоды | Оригинальная дата показа | Оригинальная дата показа | Рейтинг Нильсена | Рейтинг Нильсена |
| Сезон | Сезон | Эпизоды | Премьера сезона          | Финал сезона             | Ранк             | Зрители (млн)    |
| ----- | ----- | ------- | ------------------------ | ------------------------ | ---------------- | ---------------- |
|       | 1     | 6       | 4 марта 1997 года        | 8 апреля 1997 года       | 43               | 9.2              |
|       | 2     | 28      | 20 сентября 1997 года    | 11 мая 1998 года         | 82               | 10.0             |
|       | 3     | 23      | 27 сентября 1998 года    | 9 мая 1999 года          | 34               | 12.7             |
|       | 4     | 22      | 26 сентября 1999 года    | 21 мая 2000 года         | 8                | 17.9             |
|       | 5     | 22      | 8 октября 2000 года      | 13 мая 2001 года         | 9                | 18.3             |
|       | 6     | 23      | 23 сентября 2001 года    | 19 мая 2002 года         | 26               | 12.9             |
|       | 7     | 22      | 29 сентября 2002 года    | 5 мая 2003 года          | 55               | 9.8              |
|       | 8     | 22      | 28 сентября 2003 года    | 16 мая 2004 года         | 63               | 9.1              |

## Эпизоды

### Сезон 1 (1997)
| № общий | № в сезоне | Название                                  | Режиссёр       | Автор сценария | Дата премьеры | Произв. код |
| ------- | ---------- | ----------------------------------------- | -------------- | -------------- | ------------- | ----------- |
| 1       | 1          | «Пилот» «Pilot»                           | Мик Джексон    | Дэвид Э.Келли  | 4 марта 1997  | 1ABQ79      |
| 2       | 2          | «Часть II» «Part II»                      | Майкл Прессман | Дэвид Э.Келли  | 11 марта 1997 | 1ABQ01      |
| 3       | 3          | «Методом проб и ошибок» «Trial and Error» | Рик Розенталь  | Дэвид Э.Келли  | 18 марта 1997 | 1ABQ02      |
| 4       | 4          | «Часть IV» «Part IV»                      | Джеймс Фроули  | Дэвид Э.Келли  | 25 марта 1997 | 1ABQ03      |
| 5       | 5          | «Часть V» «Part V»                        | Майкл Шульц    | Дэвид Э.Келли  | 1 апреля 1997 | 1ABQ04      |
| 6       | 6          | «Часть VI» «Part VI»                      | Денни Гордон   | Эд Редлич      | 8 апреля 1997 | 1ABQ05      |

### Сезон 2 (1997—98)
| № общий | № в сезоне | Название                                                                            | Режиссёр       | Автор сценария                                             | Дата премьеры    | Произв. код |
| ------- | ---------- | ----------------------------------------------------------------------------------- | -------------- | ---------------------------------------------------------- | ---------------- | ----------- |
| 7       | 1          | «Разумное сомнение» «Reasonable Doubts»                                             | Майкл Прессман | Дэвид Э.Келли                                              | 20 сентября 1997 | 2ABQ01      |
| 8       | 2          | «Предательство» «Betrayal»                                                          | Томас Шламме   | Дэвид Э.Келли                                              | 23 сентября 1997 | 2ABQ02      |
| 9       | 3          | «Благословение» «The Blessing»                                                      | Ли Боннер      | Дэвид Э.Келли                                              | 27 сентября 1997 | 2ABQ03      |
| 10      | 4          | «Укус собаки» «Dog Bite»                                                            | Стив Майнер    | Дэвид Э.Келли и Дэвид Шор                                  | 4 октября 1997   | 1ABQ06      |
| 11      | 5          | «Первая степень (часть 1)» «First Degree (Part 1)»                                  | Джо Наполитано | Дэвид Э.Келли, Майкл Р. Перри, Стивен Гаан и Алексис Ганья | 11 октября 1997  | 1ABQ07      |
| 12      | 6          | «Секс, ложь и обезьяны (часть 2)» «Sex, Lies, and Monkeys (Part 2)»                 | Ли Боннер      | Дэвид Э.Келли, Эд Редлич, Стивен Гаан и Майкл Р. Перри     | 11 октября 1997  | 1ABQ08      |
| 13      | 7          | «Поиск и захват» «Search and Seizure»                                               | Майкл Шульц    | Дэвид Э.Келли                                              | 25 октября 1997  | 2ABQ04      |
| 14      | 8          | «Средства» «The Means»                                                              | Оз Скотт       | Тодд Эллис Кесслер                                         | 8 ноября 1997    | 2ABQ05      |
| 15      | 9          | «Спасти мула» «Save the Mule»                                                       | Джон Паттерсон | Эд Редлич и Эндрю Смит                                     | 15 ноября 1997   | 2ABQ06      |
| 16      | 10         | «Дух Америки» «Spirit of America»                                                   | Майкл Шульц    | Эд Редлич                                                  | 22 ноября 1997   | 2ABQ07      |
| 17      | 11         | «Прятки» «Hide and Seek»                                                            | Стив Майнер    | Дэвид Э. Келли                                             | 29 ноября 1997   | 1ABQ11      |
| 18      | 12         | «Наперегонки с дьяволом» «Race with the Devil»                                      | Оз Скотт       | Дэвид Э. Келли и Дэвид Шор                                 | 13 декабря 1997  | 1ABQ09      |
| 19      | 13         | «Гражданское право» «The Civil Right»                                               | Дэвид Джонс    | Би Джей Уайт, Джозеф Телушкин и Аллен Эстрин               | 20 декабря 1997  | 1ABQ10      |
| 20      | 14         | «Борьба за собственное достоинство» «The Pursuit of Dignity»                        | Майкл Шульц    | Дэвид Э. Келли                                             | 3 января 1998    | 1ABQ12      |
| 21      | 15         | «Служебные обязанности» «Line of Duty»                                              | Роберт Мэндел  | Дэвид Э. Келли                                             | 5 января 1998    | 2ABQ08      |
| 22      | 16         | «Правда и последствия» «Truth and Consequences»                                     | Стивен Крэгг   | Дэвид Э. Келли, Джозеф Телушкин и Аллен Эстрин             | 12 января 1998   | 2ABQ09      |
| 23      | 17         | «Бремя доказательств» «Burden of Proof»                                             | Дэн Аттиас     | Дэвид Э. Келли                                             | 19 января 1998   | 2ABQ10      |
| 24      | 18         | «Узы, которые связывают» «Ties that Bind»                                           | Мэл Дэмски     | Дэвид Э. Келли и Ларри Моллин                              | 2 февраля 1998   | 2ABQ11      |
| 25      | 19         | «Суд (часть 1)» «The Trial (Part 1)»                                                | Денни Гордон   | Дэвид Э. Келли                                             | 9 февраля 1998   | 2ABQ12      |
| 26      | 20         | «Облачно, возможны мембраны (часть 2)» «Cloudy with a Chance of Membranes (Part 2)» | Денни Гордон   | Дэвид Э. Келли                                             | 16 февраля 1998  | 2ABQ13      |
| 27      | 21         | «В глубине» «In Deep»                                                               | Оз Скотт       | Дэвид Э. Келли                                             | 2 марта 1998     | 2ABQ14      |
| 28      | 22         | «Другой день» «Another Day»                                                         | Эрвин Браун    | Дэвид Э. Келли                                             | 9 марта 1998     | 2ABQ15      |
| 29      | 23         | «Шах и мат» «Checkmate»                                                             | Адам Нимой     | Дэвид Э. Келли                                             | 16 марта 1998    | 2ABQ16      |
| 30      | 24         | «Деревья в лесу» «Trees in the Forest»                                              | Дуайт Литтл    | Дэвид Э. Келли и Фрэнк Рензулли                            | 30 марта 1998    | 2ABQ17      |
| 31      | 25         | «Пищевая цепочка» «Food Chains»                                                     | Стивен Крэгг   | Эд Редлич и Дэвид Э. Келли                                 | 6 апреля 1998    | 2ABQ18      |
| 32      | 26         | «Убийца с топором» «Axe Murderer»                                                   | Деннис Смит    | Дэвид Э. Келли и Тодд Эллис Кесслер                        | 27 апреля 1998   | 2ABQ19      |
| 33      | 27         | «По долгу службы» «Duty Bound»                                                      | Элоди Кин      | Дэвид Э. Келли                                             | 4 мая 1998       | 2ABQ20      |
| 34      | 28         | «Рифма и рассудок» «Rhyme and Reason»                                               | Хесус Тревино  | Дэвид Э. Келли                                             | 11 мая 1998      | 2ABQ21      |

### Сезон 3 (1998—99)
| № общий | № в сезоне | Название                                                             | Режиссёр                  | Автор сценария                                      | Дата премьеры    | Произв. код |
| ------- | ---------- | -------------------------------------------------------------------- | ------------------------- | --------------------------------------------------- | ---------------- | ----------- |
| 35      | 1          | «Проходя мимо» «Passing Go»                                          | Деннис Смит и Майкл Шульц | Дэвид Э.Келли                                       | 27 сентября 1998 | 3ABQ01      |
| 36      | 2          | «Причины полагать» «Reasons to Believe»                              | Джейс Александер          | Дэвид Э.Келли                                       | 4 октября 1998   | 3ABQ02      |
| 37      | 3          | «Число жертв» «Body Count»                                           | Оз Скотт                  | Дэвид Э.Келли                                       | 11 октября 1998  | 3ABQ03      |
| 38      | 4          | «Защитники» «The Defenders»                                          | Дуайт Литтл               | Дэвид Э.Келли                                       | 18 октября 1998  | 3ABQ04      |
| 39      | 5          | «Поле боя» «The Battlefield»                                         | Алекс Грейвз              | Дэвид Э.Келли                                       | 25 октября 1998  | 3ABQ05      |
| 40      | 6          | «Один из тех дней» «One of Those Days»                               | Дуайт Литтл               | Дэвид Э.Келли                                       | 8 ноября 1998    | 3ABQ06      |
| 41      | 7          | «Траншейные работы» «Trench Work»                                    | Оз Скотт                  | Дэвид Э.Келли                                       | 15 ноября 1998   | 3ABQ07      |
| 42      | 8          | «Присяга» «Swearing In»                                              | Деннис Смит               | Дэвид Э.Келли и Альфонсо Эйч Морено                 | 29 ноября 1998   | 3ABQ08      |
| 43      | 9          | «Состояние души» «State of Mind»                                     | Адам Нимой                | Дэвид Э.Келли и Джилл Голдсмит                      | 6 декабря 1998   | 3ABQ09      |
| 44      | 10         | «Любовь и честь» «Love and Honor»                                    | Эрвин Браун               | Дэвид Э.Келли                                       | 13 декабря 1998  | 3ABQ10      |
| 45      | 11         | «Двойственные решения» «Split Decisions»                             | Майкл Шульц               | Дэвид Э.Келли                                       | 3 января 1999    | 3ABQ11      |
| 46      | 12         | «День из жизни» «A Day in the Life»                                  | Мариа Митчелл             | Дэвид Э.Келли и Джилл Голдсмит                      | 10 января 1999   | 3ABQ12      |
| 47      | 13         | «Судья и присяжные» «Judge and Jury»                                 | Аллан Аркуш               | Дэвид Э.Келли                                       | 17 января 1999   | 3ABQ13      |
| 48      | 14         | «Связи между людьми» «Of Human Bondage»                              | Дуайт Литтл               | Дэвид Э.Келли, Кэтрин Стриблинг и Джилл Голдсмит    | 7 февраля 1999   | 3ABQ14      |
| 49      | 15         | «Юристы, репортеры и тараканы» «Lawyers, Reporters, and Cockroaches» | Денни Гордон              | Дэвид Э.Келли                                       | 21 февраля 1999  | 3ABQ15      |
| 50      | 16         | «Конец игры» «End Games»                                             | Кит Сэмплс                | Дэвид Э.Келли                                       | 28 февраля 1999  | 3ABQ16      |
| 51      | 17         | «Учебная стрельба» «Target Practice»                                 | Джон Паттерсон            | Синди Литчман и Альфонсо Эйч Морено                 | 7 марта 1999     | 3ABQ17      |
| 52      | 18         | «Перекрестный огонь» «Crossfire»                                     | Деннис Смит               | Дэвид Э.Келли, Джилл Голдсмит и Альфонсо Эйч Морено | 14 марта 1999    | 3ABQ18      |
| 53      | 19         | «Шкаф правосудия» «Closet Justice»                                   | Алекс Грейвз              | Дэвид Э.Келли                                       | 28 марта 1999    | 3ABQ19      |
| 54      | 20         | «Вторжение в дом» «Home Invasions»                                   | Жанно Шварц               | Джилл Голдсмит и Альфонсо Эйч Морено                | 18 апреля 1999   | 3ABQ20      |
| 55      | 21         | «Зараженный» «Infected»                                              | Дилан Макдермотт          | Дэвид Э.Келли                                       | 25 апреля 1999   | 3ABQ21      |
| 56      | 22         | «Поступай с другими так...» «Do Unto Others»                         | Мэл Дэмски                | Дэвид Э.Келли                                       | 2 мая 1999       | 3ABQ22      |
| 57      | 23         | «Долго и счастливо» «Happily Ever After»                             | Дуайт Литтл               | Дэвид Э.Келли                                       | 9 мая 1999       | 3ABQ23      |

### Сезон 4 (1999—2000)
| № общий | № в сезоне | Название                                                                 | Режиссёр                  | Автор сценария                                              | Дата премьеры    | Произв. код |
| ------- | ---------- | ------------------------------------------------------------------------ | ------------------------- | ----------------------------------------------------------- | ---------------- | ----------- |
| 58      | 1          | «Бесплатная стоматология» «Free Dental»                                  | Эрвин Браун               | Дэвид Э.Келли                                               | 26 сентября 1999 | 4ABQ01      |
| 59      | 2          | «Бостон: конфиденциально» «Boston Confidential»                          | Алекс Грейвз              | Дэвид Э.Келли                                               | 3 октября 1999   | 4ABQ02      |
| 60      | 3          | «Что упало — не пропало» «Losers Keepers»                                | Деннис Смит               | Дэвид Э.Келли и Кристофер Мэк                               | 10 октября 1999  | 4ABQ03      |
| 61      | 4          | «Наследие (часть 1)» «Legacy (Part 1)»                                   | Денни Гордон              | Дэвид Э.Келли, Тодд Эллис Кесслер и Джилл Голдсмит          | 17 октября 1999  | 4ABQ04      |
| 62      | 5          | «Оз (часть 2)» «Oz (Part 2)»                                             | Майкл Зинберг             | Дэвид Э.Келли                                               | 24 октября 1999  | 4ABQ05      |
| 63      | 6          | «Высадка» «Marooned»                                                     | Жанно Шварц               | Дэвид Э.Келли и Тодд Эллис Кесслер                          | 7 ноября 1999    | 4ABQ06      |
| 64      | 7          | «Преступление без жертв» «Victimless Crimes»                             | Джеймс Фроули             | Дэвид Э.Келли и Саманта Ховард Корбин                       | 14 ноября 1999   | 4ABQ07      |
| 65      | 8          | «Преданный» «Committed»                                                  | Эрвин Браун               | Дэвид Э.Келли и Тодд Эллис Кесслер                          | 21 ноября 1999   | 4ABQ08      |
| 66      | 9          | «Залив свиней» «Bay of Pigs»                                             | Оз Скотт                  | Дэвид Э.Келли                                               | 28 ноября 1999   | 4ABQ09      |
| 67      | 10         | «День в суде» «Day in Court»                                             | Деннис Смит               | Дэвид Э.Келли                                               | 12 декабря 1999  | 4ABQ10      |
| 68      | 11         | «Выпуская дым» «Blowing Smoke»                                           | Жанно Шварц               | Дэвид Э.Келли и Саманта Ховард Корбин                       | 9 января 2000    | 4ABQ11      |
| 69      | 12         | «Новое доказательство (часть 1)» «New Evidence (Part 1)»                 | Майкл Зинберг             | Дэвид Э.Келли                                               | 30 января 2000   | 4ABQ12      |
| 70      | 13         | «Акула-молот (часть 2)» «Hammerhead Sharks (Part 2)»                     | Дуайт Литтл и Деннис Смит | Дэвид Э.Келли                                               | 6 февраля 2000   | 4ABQ14      |
| 71      | 14         | «Шах и мат» «Checkmates»                                                 | Энди Уолк                 | Дэвид Э.Келли, Альфонсо Эйч Морено и Джилл Голдсмит         | 13 февраля 2000  | 4ABQ13      |
| 72      | 15         | «Раса говорит сама за себя» «Race Ipsa Loquitor»                         | Алекс Грейвз              | Дэвид Э.Келли                                               | 20 февраля 2000  | 4ABQ15      |
| 73      | 16         | «Урегулирование» «Settling»                                              | Эрвин Браун               | Тодд Эллис Кесслер                                          | 12 марта 2000    | 4ABQ16      |
| 74      | 17         | «Черные вдовы» «Black Widows»                                            | Мэл Дэмски                | Дэвид Э.Келли                                               | 2 апреля 2000    | 4ABQ17      |
| 75      | 18         | «Смертная казнь» «Death Penalties»                                       | Кит Сэмплс                | Дэвид Э.Келли                                               | 9 апреля 2000    | 4ABQ18      |
| 76      | 19         | «Пока смерть не разлучит нас (часть 1)» «Till Death Do Us Part (Part 1)» | Дуэйн Кларк               | Дэвид Э.Келли, Альфонсо Эйч Морено, Адам Армус и Кэй Фостер | 30 апреля 2000   | 4ABQ19      |
| 77      | 20         | «Колокола свободы (часть 2)» «Liberty Bells (Part 2)»                    | Майкл Шульц               | Дэвид Э.Келли, Альфонсо Эйч Морено                          | 7 мая 2000       | 4ABQ20      |
| 78      | 21         | «Человек чести» «The Honorable Man»                                      | Деннис Смит               | Дэвид Э.Келли                                               | 14 мая 2000      | 4ABQ21      |
| 79      | 22         | «Пожизненное заключение» «Life Sentence»                                 | Майкл Зинберг             | Дэвид Э.Келли                                               | 21 мая 2000      | 4ABQ22      |

### Сезон 5 (2000—01)
| № общий | № в сезоне | Название                                              | Режиссёр           | Автор сценария                                      | Дата премьеры   | Произв. код |
| ------- | ---------- | ----------------------------------------------------- | ------------------ | --------------------------------------------------- | --------------- | ----------- |
| 80      | 1          | «Упрощенное судопроизводство» «Summary Judgements»    | Эрвин Браун        | Дэвид Э.Келли                                       | 8 октября 2000  | 5ABQ01      |
| 81      | 2          | «Бактериологическая война» «Germ Warfare»             | Дуэйн Кларк        | Дэвид Э.Келли                                       | 15 октября 2000 | 5ABQ02      |
| 82      | 3          | «Должностные лица суда» «Officers of the Court»       | Жанно Шварц        | Дэвид Э.Келли и Питер Блейк                         | 22 октября 2000 | 5ABQ03      |
| 83      | 4          | «Апелляция и отказ» «Appeal and Denial»               | Деннис Смит        | Дэвид Э.Келли и Лукас Райтер                        | 29 октября 2000 | 5ABQ04      |
| 84      | 5          | «Придерживаясь истин» «We Hold These Truths»          | Дуэйн Кларк        | Дэвид Э.Келли                                       | 5 ноября 2000   | 5ABQ05      |
| 85      | 6          | «Покажи и расскажи» «Show and Tell»                   | Алекс Грейвз       | Дэвид Э.Келли                                       | 12 ноября 2000  | 5ABQ06      |
| 86      | 7          | «Сторож брату своему» «'Brothers' Keepers'»           | Эрвин Браун        | Дэвид Э.Келли и Альфонсо Эйч Морено                 | 19 ноября 2000  | 5ABQ07      |
| 87      | 8          | «Мистер Хинкс едет в город» «Mr. Hinks Goes to Town»  | Жанно Шварц        | Дэвид Э.Келли                                       | 26 ноября 2000  | 5ABQ08      |
| 88      | 9          | «Сделка» «The Deal»                                   | Дэн Аттиас         | Дэвид Э.Келли и Питер Блейк                         | 10 декабря 2000 | 5ABQ09      |
| 89      | 10         | «Друзья и бывшие любовники» «Friends and Ex-Lovers»   | Майкл Зинберг      | Дэвид Э.Келли и Лукас Райтер                        | 17 декабря 2000 | 5ABQ10      |
| 90      | 11         | «Ранний мороз» «An Early Frost»                       | Кристина М. Мёсри  | Дэвид Э.Келли                                       | 7 января 2001   | 5ABQ11      |
| 91      | 12         | «Расплата» «Payback»                                  | Энди Уолк          | Дэвид Э.Келли и Марк Гуггенхайм                     | 14 января 2001  | 5ABQ12      |
| 92      | 13         | «Тонкая линия» «The Thin Line»                        | Деннис Смит        | Дэвид Э.Келли и Линн И. Литт                        | 4 февраля 2001  | 5ABQ13      |
| 93      | 14         | «Следующий день» «The Day After»                      | Алекс Грейвз       | Дэвид Э.Келли                                       | 11 февраля 2001 | 5ABQ14      |
| 94      | 15         | «Пробуждения» «Awakenings»                            | Чарльз Макклилланд | Дэвид Э.Келли и Лукас Райтер                        | 18 февраля 2001 | 5ABQ15      |
| 95      | 16         | «Кроссовер Гидеона» «'Gideon's Crossover'»            | Майкл Шульц        | Дэвид Э.Келли, Питер Блейк и Линн И. Литт           | 11 марта 2001   | 5ABQ16      |
| 96      | 17         | «Что такое ребенок?» «What Child is This»             | Стив Гоумер        | Дэвид Э.Келли и Линн И. Литт                        | 18 марта 2001   | 5ABQ17      |
| 97      | 18         | «Исповедь» «The Confession»                           | Энди Уолк          | Дэвид Э.Келли и Лукас Райтер                        | 1 апреля 2001   | 5ABQ18      |
| 98      | 19         | «Дом храбрецов» «Home of the Brave»                   | Кит Сэмплс         | Дэвид Э.Келли Линн И. Литт, Адам Армус и Кэй Фостер | 22 апреля 2001  | 5ABQ19      |
| 99      | 20         | «Дело Харланда Бассета» «The Case of Harland Basset»  | Дэн Аттиас         | Альфонсо Эйч Морено и Питер Блейк                   | 29 апреля 2001  | 5ABQ20      |
| 100     | 21         | «Альманах бедного Ричарда» «'Poor Richard's Almanac'» | Жанно Шварц        | Джилл Голдсмит, Лукас Райтер и Джилл Шапиро         | 6 мая 2001      | 5ABQ21      |
| 101     | 22         | «Слуги народа» «Public Servants»                      | Деннис Смит        | Дэвид Э.Келли                                       | 13 мая 2001     | 5ABQ22      |

### Сезон 6 (2001—02)
| № общий | № в сезоне | Название                                                      | Режиссёр          | Автор сценария                 | Дата премьеры    | Произв. код   |
| ------- | ---------- | ------------------------------------------------------------- | ----------------- | ------------------------------ | ---------------- | ------------- |
| 102103  | 12         | «Кандидат» «The Candidate»                                    | Жанно Шварц       | Дэвид Э.Келли                  | 23 сентября 2001 | 6ABQ01 6ABQ02 |
| 104     | 3          | «Убивая время» «Killing Time»                                 | Дэн Аттиас        | Питер Блейк                    | 30 сентября 2001 | 6ABQ03        |
| 105     | 4          | «Покер лжецов» «'Liar's Poker'»                               | Дуайт Литтл       | Гарднер Стерн и Лукас Райтер   | 7 октября 2001   | 6ABQ04        |
| 106     | 5          | «Исчезнувший (часть 1)» «Vanished (Part 1)»                   | Эрвин Браун       | Кристал Никс-Хайнс             | 14 октября 2001  | 6ABQ05        |
| 107     | 6          | «Исчезнувший (часть 2)» «Vanished (Part 2)»                   | Дуэйн Кларк       | Гарднер Стерн                  | 21 октября 2001  | 6ABQ05        |
| 108     | 7          | «Кодекс чести» «Honor Code»                                   | Жанно Шварц       | Дэвид Э.Келли и Лукас Райтер   | 18 ноября 2001   | 6ABQ07        |
| 109     | 8          | «Страдают маленькие дети» «Suffer the Little Children»        | Деннис Смит       | Дэвид Э.Келли и Джеймс Соломон | 25 ноября 2001   | 6ABQ08        |
| 110     | 9          | «Опасные связи» «Dangerous Liaisons»                          | Энди Уолк         | Дэвид Э.Келли                  | 2 декабря 2001   | 6ABQ09        |
| 111     | 10         | «Среди оружия законы безмолвствуют» «Inter Arma Silent Leges» | Дэвид Семел       | Лукас Райтер                   | 9 декабря 2001   | 6ABQ10        |
| 112     | 11         | «Очевидец» «Eyewitness»                                       | Дуэйн Кларк       | Дэвид Э.Келли и Питер Блейк    | 6 января 2002    | 6ABQ11        |
| 113     | 12         | «Тест» «The Test»                                             | Кристина М. Мёсри | Лукас Райтер                   | 13 января 2002   | 6ABQ12        |
| 114     | 13         | «От своего имени» «Pro Se»                                    | Майкл Зинберг     | Джонатан Шапиро                | 10 февраля 2002  | 6ABQ13        |
| 115     | 14         | «Судья Нот» «Judge Knot»                                      | Денни Гордон      | Джеф Рейк                      | 17 февраля 2002  | 6ABQ14        |
| 116     | 15         | «Люди и сверхлюди» «Man and Superman»                         | Жанно Шварц       | Лукас Райтер                   | 24 февраля 2002  | 6ABQ15        |
| 117     | 16         | «Акустический альбом „М Прими“» «M Premie Unplugged»          | Деннис Смит       | Джон Тинкер                    | 10 марта 2002    | 6ABQ16        |
| 118     | 17         | «Срочная необходимость» «Manifest Necessity»                  | Кристина М. Мёсри | Питер Блейк                    | 17 марта 2002    | 6ABQ17        |
| 119     | 18         | «Огнеупорный» «Fire Proof»                                    | Энди Уолк         | Джонатан Шапиро                | 7 апреля 2002    | 6ABQ18        |
| 120     | 19         | «Возвращение Джоуи Герика» «The Return of Joey Heric»         | Дуайт Литтл       | Дэвид Э. Келли                 | 14 апреля 2002   | 6ABQ19        |
| 121     | 20         | «Ешь и беги» «Eat and Run»                                    | Деннис Смит       | Дэвид Э. Келли                 | 5 мая 2002       | 6ABQ20        |
| 122     | 21         | «Злоумышленник» «Evil-Doers»                                  | Энди Уолк         | Дэвид Э. Келли                 | 12 мая 2002      | 6ABQ21        |
| 123     | 22         | «Прими мою руку» «'This Pud's for You'»                       | Жанно Шварц       | Дэвид Э. Келли                 | 19 мая 2002      | 6ABQ22        |
| 124     | 23         | «Вердикт» «The Verdict»                                       | Деннис Смит       | Дэвид Э. Келли                 | 19 мая 2002      | 6ABQ23        |

### Сезон 7 (2002—03)
| № общий | № в сезоне | Название                                                        | Режиссёр            | Автор сценария                         | Дата премьеры    | Произв. код |
| ------- | ---------- | --------------------------------------------------------------- | ------------------- | -------------------------------------- | ---------------- | ----------- |
| 125     | 1          | «Привилегия» «Privilege»                                        | Деннис Смит         | Дэвид Э.Келли                          | 29 сентября 2002 | 7ABQ01      |
| 126     | 2          | «Убеждения» «Convictions»                                       | Кристина М. Мёсри   | Дэвид Э.Келли                          | 6 октября 2002   | 7ABQ02      |
| 127     | 3          | «О тебе я пою» «Of Thee I Sing»                                 | Майкл Зинберг       | Дэвид Э.Келли                          | 13 октября 2002  | 7ABQ03      |
| 128     | 4          | «Колыбель будет качаться» «The Cradle Will Rock»                | Жанно Шварц         | Дэвид Э.Келли                          | 20 октября 2002  | 7ABQ04      |
| 129     | 5          | «Виды по-соседству» «Neighboring Species»                       | Деннис Смит         | Дэвид Э.Келли                          | 3 ноября 2002    | 7ABQ05      |
| 130     | 6          | «Нация ябед» «The Telltale Nation»                              | Дуэйн Кларк         | Дэвид Э.Келли                          | 10 ноября 2002   | 7ABQ06      |
| 131     | 7          | «Малые жертвы» «Small Sacrifices»                               | Кристина М. Мёсри   | Дэвид Э.Келли                          | 17 ноября 2002   | 7ABQ07      |
| 132     | 8          | «Все хуже» «Bad to Worse»                                       | Жанно Шварц         | Дэвид Э.Келли                          | 1 декабря 2002   | 7ABQ08      |
| 133     | 9          | «Хорошая борьба» «The Good Fight»                               | Дуайт Литтл         | Джонатан Шапиро                        | 8 декабря 2002   | 7ABQ09      |
| 134     | 10         | «Пассивный партнер» «Silent Partners»                           | Деннис Смит         | Лукас Райтер                           | 15 декабря 2002  | 7ABQ10      |
| 135     | 11         | «До дна (часть 1)» «Down the Hatch (Part 1)»                    | Кристина М. Мёсри   | Дэвид Э.Келли                          | 27 января 2003   | 7ABQ11      |
| 136     | 12         | «Окончательный приговор (часть 2)» «Final Judgment (Part 2)»    | Энди Уолк           | Дэвид Э.Келли                          | 3 февраля 2003   | 7ABQ12      |
| 137     | 13         | «Характеристика лица» «Character Evidence»                      | Жанно Шварц         | Дэвид Э.Келли                          | 10 февраля 2003  | 7ABQ13      |
| 138     | 14         | «Создание судебного прокурора» «The Making of a Trial Attorney» | Эрвин Браун         | Дэвид Э.Келли                          | 3 марта 2003     | 7ABQ14      |
| 139     | 15         | «Хор мальчиков (часть 1)» «Choir Boys (Part 1)»                 | Дуэйн Кларк         | Дэвид Э.Келли                          | 10 марта 2003    | 7ABQ15      |
| 140     | 16         | «Специальная доставка (часть 2)» «Special Deliveries (Part 2)»  | Род Харди           | Дэвид Э.Келли                          | 24 марта 2003    | 7ABQ16      |
| 141     | 17         | «Выгорание» «Burnout»                                           | Кристина М. Мёсри   | Дэвид Э.Келли                          | 24 марта 2003    | 7ABQ17      |
| 142     | 18         | «Преступление в Капитолии» «Capitol Crimes»                     | Джозеф Бергер-Дэвис | Дэвид Э.Келли и Лукас Райтер           | 31 марта 2003    | 7ABQ18      |
| 143     | 19         | «Меньше — значит лучше» «Les is More»                           | Деннис Смит         | Дэвид Э.Келли                          | 7 апреля 2003    | 7ABQ19      |
| 144     | 20         | «Герои и злодеи» «Heroes and Villains»                          | Лиза Гэй Хэмилтон   | Дэвид Э.Келли                          | 21 апреля 2003   | 7ABQ20      |
| 145     | 21         | «Любимый малыш (часть 1)» «Babylove (Part 1)»                   | Жанно Шварц         | Дэвид Э.Келли, Билл Чейс и Памела Уисн | 5 мая 2003       | 7ABQ21      |
| 146     | 22         | «До свидания (часть 2)» «Goodbye (Part 2)»                      | Майкл Зинберг       | Дэвид Э.Келли и Питер Блейк            | 5 мая 2003       | 7ABQ22      |

### Сезон 8 (2003—04)
| № общий | № в сезоне | Название                                                                  | Режиссёр            | Автор сценария               | Дата премьеры    | Произв. код |
| ------- | ---------- | ------------------------------------------------------------------------- | ------------------- | ---------------------------- | ---------------- | ----------- |
| 147     | 1          | «Мы люди» «We The People»                                                 | Деннис Смит         | Дэвид Э.Келли                | 28 сентября 2003 | 8ABQ01      |
| 148     | 2          | «Выбор (часть 1)» «The Chosen (Part 1)»                                   | Лесли Либман        | Дэвид Э.Келли                | 5 октября 2003   | 8ABQ02      |
| 149     | 3          | «Причины поступков (часть 2)» «Cause of Action (Part 2)»                  | Кристина М. Мёсри   | Дэвид Э.Келли                | 12 октября 2003  | 8ABQ03      |
| 150     | 4          | «Блаженны они (часть 3)» «Blessed Are They (Part 3)»                      | Саймон Кёртис       | Дэвид Э.Келли                | 19 октября 2003  | 8ABQ04      |
| 151     | 5          | «В пылу страсти (часть 1)» «The Heat of Passion (Part 1)»                 | Ник Гомес           | Дэвид Э.Келли и Лукас Райтер | 26 октября 2003  | 8ABQ05      |
| 152     | 6          | «Одинокие люди (часть 2)» «The Lonely People (Part 2)»                    | Кристина М. Мёсри   | Дэвид Э.Келли и Лукас Райтер | 2 ноября 2003    | 8ABQ06      |
| 153     | 7          | «Жертва изнасилования» «Rape Shield»                                      | Жанно Шварц         | Дэвид Э.Келли                | 9 ноября 2003    | 8ABQ07      |
| 154     | 8          | «Сокрытие доказательств» «Concealing Evidence»                            | Билл Д'Элиа         | Дэвид Э.Келли и Лукас Райтер | 23 ноября 2003   | 8ABQ08      |
| 155     | 9          | «Права жертвы» «'Victims' Rights'»                                        | Жанно Шварц         | Дэвид Э.Келли и Питер Блейк  | 30 ноября 2003   | 8ABQ0       |
| 156     | 10         | «Равное правосудие» «Equal Justice»                                       | Энди Уолк           | Дэвид Э.Келли                | 7 декабря 2003   | 8ABQ10      |
| 157     | 11         | «Полицейское государство» «Police State»                                  | Энди Уолк           | Дэвид Э.Келли                | 11 января 2004   | 8ABQ11      |
| 158     | 12         | «Мстительные ангелы» «Avenging Angels»                                    | Джозеф Бергер-Дэвис | Дэвид Э.Келли и Питер Блейк  | 18 января 2004   | 8ABQ12      |
| 159     | 13         | «Иду домой (часть 1)» «Going Home (Part 1)»                               | Майкл Зинберг       | Дэвид Э.Келли                | 15 февраля 2004  | 8ABQ13      |
| 160     | 14         | «Досудебный блюз (часть 2)» «Pre-Trial Blues (Part 2)»                    | Кристина М. Мёсри   | Дэвид Э.Келли                | 22 февраля 2004  | 8ABQ14      |
| 161     | 15         | «Мистер Шор едет в город (часть 3)» «Mr. Shore Goes To Town (Part 3)»     | Деннис Смит         | Дэвид Э.Келли                | 7 марта 2004     | 8ABQ15      |
| 162     | 16         | «С чистой совестью (часть 1)» «In Good Conscience (Part 1)»               | Келли Уильямс       | Дэвид Э.Келли                | 14 марта 2004    | 8ABQ16      |
| 163     | 17         | «Война Роз (часть 2)» «War of the Roses (Part 2)»                         | Джозеф Бергер-Дэвис | Дэвид Э.Келли                | 21 марта 2004    | 8ABQ17      |
| 164     | 18         | «Дело против Алана Шора (часть 3)» «The Case Against Alan Shore (Part 3)» | Билл Д'Элиа         | Дэвид Э.Келли                | 28 марта 2004    | 8ABQ18      |
| 165     | 19         | «Фирма» «The Firm»                                                        | Кристина М. Мёсри   | Дэвид Э.Келли                | 18 апреля 2004   | 8ABQ19      |
| 166     | 19         | «Приходит и уходит» «Comings and Goings»                                  | Жанно Шварц         | Дэвид Э.Келли                | 25 апреля 2004   | 8ABQ20      |
| 167     | 20         | «Новые парни из гетто в квартале» «New Hoods on the Block»                | Билл Д'Элиа         | Дэвид Э.Келли                | 2 мая 2004       | 8ABQ21      |
| 168     | 21         | «Да здравствует («Закрытие»)» «Cheers («Adjourned»)»                      | Жанно Шварц         | Дэвид Э.Келли                | 16 мая 2004      | 8ABQ22      |